# جشنواره فیلم کن ۱۹۷۳
بیست ششمین دوره جشنواره فیلم کن در این دوره اینگرید برگمن بازیگر سرشناس سوئدی رئیس هیئت داوران بود و مثل سال گذشته دو فیلم به صورت مشترک برنده نخل طلا شدند 

## هیئت داوران

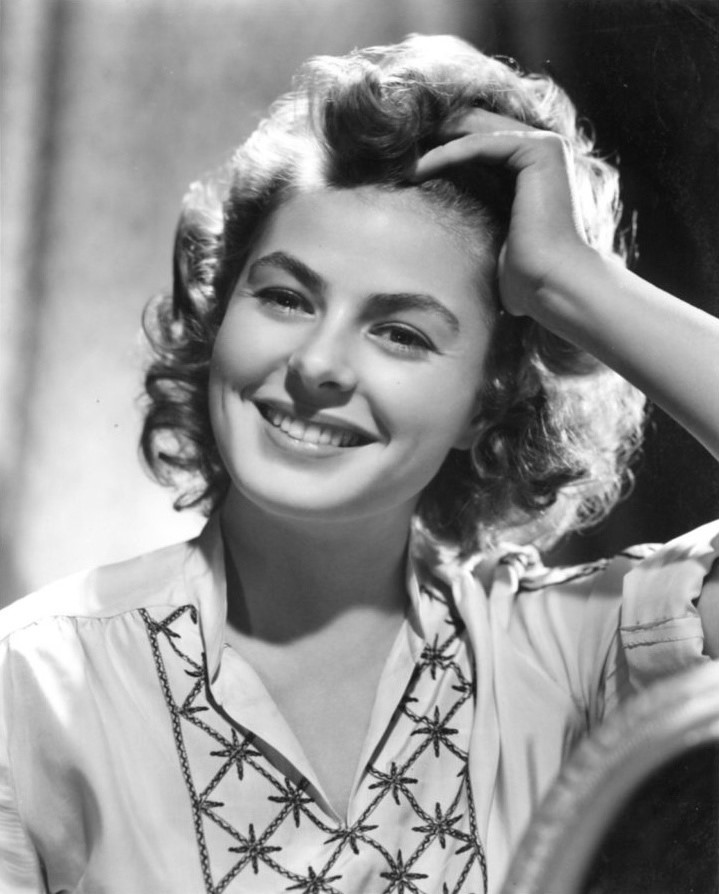
اینگرید برگمن, رئیس هیئت داوران

- اینگرید برگمن
- ژان دولانوا
- لارنس دارل
- Rodolfo Echeverria
- Boreslav Michalek
- فرانسوا نوریسیه
- سیدنی پولاک

## مسابقه
- Un Amleto di meno - کارملو بنه
- آنا و گرگ‌ها - کارلوس سائورا
- Bisturi, la mafia bianca - لوئیجی زامپا
- اثر پرتوهای گاما بر روی گل‌های همیشه‌بهار ساکنین کره ماه - پل نیومن
- فار وست - ژاک برل
- Godspell - دیوید گرین
- سورچرانی بزرگ - مارکو فرری
- مزدور - الن بریجز
- مامان و روسپی - ژان اوستاش
- سیاره شگفت‌انگیز - رنه لالوکس
- ای مرد خوش‌شانس! - لیندسی اندرسن
- Petőfi '73 - Ferenc Kardos
- مترسک - جری شاتزبرگ
- Vogliamo i colonnelli - ماریو مونیچلی

## برندگان
- نخل طلا:
  - مزدور (فیلم) - الن بریجز
  - مترسک - جری شاتزبرگ
- جایزه بزرگ: مامان و روسپی - ژان اوستاش
- جایزه هیئت داوران جشنواره فیلم کن:
  - آسایشگاه ساعت‌شنی - وویچیخ یژی هاس
  - L'Invitation - کلود گورتا
- جایزه بهترین بازیگر مرد جشنواره فیلم کن: جانکارلو جانینی
- جایزه بهترین بازیگر زن جشنواره فیلم کن: جوآن وودوارد